# 프레드릭 윈저 경
프레드릭 마이클 조지 데이비드 루이스 윈저 경(Lord Frederick Michael George David Louis Windsor, 1979년 4월 6일 ~ )는 영국 왕실의 일원이다. 그는 영국 재무 분석가이며, 켄트 공자 마이클과 켄트 공자빈 마이클의 아들이다. 그는 영국 여배우 소피 윙클먼과 결혼했다. 그는 영국 왕위 계승 서열 54위이다.